# Heptathlon aux Jeux olympiques d'été de 2008
Pour un article plus général, voir Athlétisme aux Jeux olympiques d'été de 2008.
Navigation
Athènes 2004 Londres 2012
Le concours de l'heptathlon aux Jeux olympiques de 2008 s'est déroulé les 15 et 16 août 2008 dans le Stade national de Pékin.
Les limites de qualifications étaient de 6 000 points pour la limite A et de 5 800 points pour la limite B.
L'Ukrainienne Lyudmyla Blonska, initialement deuxième du concours, est convaincue de dopage durant la compétition et est déchue de sa médaille d'argent, au profit de l'Américaine Hyleas Fountain. La Russe Tatyana Chernova, troisième du concours, est convaincue de dopage en avril 2017 et disqualifiée. La Britannique Kelly Sotherton, initialement 5e, récupère par conséquent la médaille de bronze non attribuée

## Records
Avant cette compétition, les records dans cette discipline étaient les suivants :
| Record du monde  | 7 291 points | Jackie Joyner-Kersee | États-Unis | 24 septembre 1988 | Séoul |
| Record olympique | 7 291 points | Jackie Joyner-Kersee | États-Unis | 24 septembre 1988 | Séoul |

## Médaillées
| Or                 | Argent          | Bronze          |
| Nataliya Dobrynska | Hyleas Fountain | Kelly Sotherton |

## Résultats
| Rang   | Pays             | Athlète                    | Total points | Détail par épreuve (les points puis les résultats. La meilleure performance de chaque épreuve est en vert) | Détail par épreuve (les points puis les résultats. La meilleure performance de chaque épreuve est en vert) | Détail par épreuve (les points puis les résultats. La meilleure performance de chaque épreuve est en vert) | Détail par épreuve (les points puis les résultats. La meilleure performance de chaque épreuve est en vert) | Détail par épreuve (les points puis les résultats. La meilleure performance de chaque épreuve est en vert) | Détail par épreuve (les points puis les résultats. La meilleure performance de chaque épreuve est en vert) | Détail par épreuve (les points puis les résultats. La meilleure performance de chaque épreuve est en vert) |
| ------ | ---------------- | -------------------------- | ------------ | --- | --- | --- | --- | --- | --- | --- |
| Rang   | Pays             | Athlète                    | Total points | 100 mh | Hauteur | Poids | 200 m | Longueur                                                                                                   | Javelot | 800 m |
| Or     | Ukraine          | Nataliya Dobrynska         | 6733 (PB)    | 1059 13 s 44                                                                                               | 978 1,80 m                                                                                                 | 1015 17,29 m                                                                                               | 944 24 s 39                                                                                                | 1049 6,63 m                                                                                                | 833 48,60 m                                                                                                | 855 2 min 17 s 72                                                                                          |
| DSQ    | Ukraine          | Lyudmila Blonska           | 6700 (SB)    | 1078 13 s 31                                                                                               | 1054 1,86 m                                                                                                | 813 14,29 m                                                                                                | 967 24 s 14                                                                                                | 1001 6,48 m                                                                                                | 814 47,60 m                                                                                                | 973 2 min 09 s 44                                                                                          |
| Argent | États-Unis       | Hyleas Fountain            | 6619         | 1158 12 s 78                                                                                               | 1093 1,89 m                                                                                                | 751 13,36 m                                                                                                | 1058 23 s 21                                                                                               | 969 6,38 m                                                                                                 | 704 41,93 m                                                                                                | 886 2 min 15 s 45                                                                                          |
| DSQ    | Russie           | Tatyana Chernova           | 6591         | 1028 13 s 65                                                                                               | 1016 1,83 m                                                                                                | 719 12,88 m                                                                                                | 986 23 s 95                                                                                                | 997 6,47 m                                                                                                 | 829 48,37 m                                                                                                | 1016 2 min 06 s 50                                                                                         |
| Bronze | Grande-Bretagne  | Kelly Sotherton            | 6517         | 1097 13 s 18                                                                                               | 1016 1,83 m                                                                                                | 785 13,87 m                                                                                                | 1040 23 s 39                                                                                               | 953 6,33 m                                                                                                 | 622 37,66 m                                                                                                | 1004 2 min 07 s 34                                                                                         |
| 5      | Canada           | Jessica Zelinka            | 6490 (RN)    | 1129 12 s 97                                                                                               | 941 1,77 m                                                                                                 | 780 13,79 m                                                                                                | 1016 23 s 64                                                                                               | 887 6,12 m                                                                                                 | 742 43,91 m                                                                                                | 995 2 min 07 s 95                                                                                          |
| 6      | Russie           | Anna Bogdanova             | 6465 (PB)    | 1111 13 s 09                                                                                               | 1054 1,86 m                                                                                                | 799 14,08 m                                                                                                | 958 24 s 24                                                                                                | 991 6,45 m                                                                                                 | 579 35,41 m                                                                                                | 973 2 min 09 s 45                                                                                          |
| 7      | Pologne          | Karolina Tyminska          | 6428 (PB)    | 1033 13 s 62                                                                                               | 941 1,77 m                                                                                                 | 799 14,08 m                                                                                                | 1040 23 s 39                                                                                               | 1017 6,53 m                                                                                                | 590 35,97 m                                                                                                | 1008 2 min 07 s 08                                                                                         |
| 8      | Allemagne        | Lilli Schwarzkopf          | 6379         | 1017 13 s 73                                                                                               | 978 1,80 m                                                                                                 | 835 14,61 m                                                                                                | 864 25 s 25                                                                                                | 837 5,96 m                                                                                                 | 897 51,88 m                                                                                                | 951 2 min 10 s 91                                                                                          |
| 9      | Pays-Bas         | Jolanda Keizer             | 6370         | 993 13 s 90                                                                                                | 1016 1,83 m                                                                                                | 871 15,15 m                                                                                                | 984 23 s 97                                                                                                | 896 6,15 m                                                                                                 | 720 42,76 m                                                                                                | 890 2 min 15 s 21                                                                                          |
| 10     | Australie        | Kylie Wheeler              | 6369         | 1024 13 s 68                                                                                               | 1093 1,89 m                                                                                                | 731 13,06 m                                                                                                | 954 24 s 28                                                                                                | 883 6,11 m                                                                                                 | 741 43,81 m                                                                                                | 943 2 min 11 s 49                                                                                          |
| 11     | Allemagne        | Jennifer Oeser             | 6360         | 1040 13 s 57                                                                                               | 978 1,80 m                                                                                                 | 769 13,62 m                                                                                                | 917 24 s 67                                                                                                | 899 6,16 m                                                                                                 | 812 47,53 m                                                                                                | 945 2 min 11 s 33                                                                                          |
| 12     | France           | Marie Collonvillé          | 6302         | 1040 13 s 57                                                                                               | 1054 1,86 m                                                                                                | 689 12,42 m                                                                                                | 881 25 s 06                                                                                                | 908 6,19 m                                                                                                 | 843 49,14 m                                                                                                | 912 2 min 13 s 62                                                                                          |
| 13     | Russie           | Olga Kurban                | 6192         | 1011 13 s 77                                                                                               | 941 1,77 m                                                                                                 | 783 13,84 m                                                                                                | 948 24 s 34                                                                                                | 874 6,08 m                                                                                                 | 722 42,85 m                                                                                                | 913 2 min 13 s 59                                                                                          |
| 14     | Ukraine          | Hanna Melnychenko          | 6165         | 1047 13 s 52                                                                                               | 978 1,80 m                                                                                                 | 739 13,18 m                                                                                                | 947 24 s 35                                                                                                | 975 6,40 m                                                                                                 | 589 35,89 m                                                                                                | 890 2 min 15 s 23                                                                                          |
| 15     | Pologne          | Kamila Chudzik             | 6157         | 1008 13 s 79                                                                                               | 941 1,77 m                                                                                                 | 817 14,34 m                                                                                                | 854 25 s 36                                                                                                | 840 5,97 m                                                                                                 | 900 52,05 m                                                                                                | 797 2 min 21 s 97                                                                                          |
| 16     | Allemagne        | Sonja Kesselschlager       | 6140         | 1068 13 s 38                                                                                               | 928 1,76 m                                                                                                 | 829 14,53 m                                                                                                | 866 25 s 23                                                                                                | 981 6,42 m                                                                                                 | 725 42,99 m                                                                                                | 890 2 min 15 s 21                                                                                          |
| 17     | Brésil           | Lucimara Silva             | 6076         | 1043 13 s 55                                                                                               | 1016 1,83 m                                                                                                | 634 11,59 m                                                                                                | 928 24 s 56                                                                                                | 905 6,18 m                                                                                                 | 674 40,34 m                                                                                                | 876 2 min 16 s 20                                                                                          |
| 18     | France           | Antoinette Nana Djimou Ida | 6055         | 1000 13 s 85                                                                                               | 867 1,71 m                                                                                                 | 735 13,12 m                                                                                                | 896 24 s 90                                                                                                | 899 6,16 m                                                                                                 | 847 49,32 m                                                                                                | 811 2 min 20 s 96                                                                                          |
| 19     | Lettonie         | Aiga Grabuste              | 6050         | 1010 13 s 78                                                                                               | 941 1,77 m                                                                                                 | 707 12,70 m                                                                                                | 914 24 s 71                                                                                                | 962 6,36 m                                                                                                 | 649 39,02 m                                                                                                | 867 2 min 16 s 87                                                                                          |
| 20     | Chine            | Liu Haili                  | 6041         | 1041 13 s 56                                                                                               | 941 1,77 m                                                                                                 | 708 12,71 m                                                                                                | 936 24 s 47                                                                                                | 874 6,08 m                                                                                                 | 702 41,79 m                                                                                                | 839 2 min 18 s 84                                                                                          |
| 21     | Norvège          | Ida Marcussen              | 6015         | 968 14 s 07                                                                                                | 867 1,71 m                                                                                                 | 725 12,97 m                                                                                                | 885 25 s 02                                                                                                | 868 6,06 m                                                                                                 | 809 47,37 m                                                                                                | 893 2 min 14 s 96                                                                                          |
| 22     | Nouvelle-Zélande | Rebecca Wardell            | 5989         | 968 14 s 07                                                                                                | 867 1,71 m                                                                                                 | 813 14,28 m                                                                                                | 920 24 s 64                                                                                                | 801 5,84 m                                                                                                 | 708 42,14 m                                                                                                | 912 2 min 13 s 65                                                                                          |
| 23     | Finlande         | Niina Kelo                 | 5911         | 985 13 s 95                                                                                                | 795 1,65 m                                                                                                 | 849 14,82 m                                                                                                | 806 25 s 90                                                                                                | 777 5,76 m                                                                                                 | 889 51,48 m                                                                                                | 810 2 min 20 s 97                                                                                          |
| 24     | Grèce            | Aryiró Stratáki            | 5893         | 971 14 s 05                                                                                                | 830 1,68 m                                                                                                 | 742 13,22 m                                                                                                | 844 25 s 47                                                                                                | 840 5,97 m                                                                                                 | 742 43,87 m                                                                                                | 852 2 min 17 s 90                                                                                          |
| 25     | Cuba             | Gretchen Quintana          | 5830         | 1011 13 s 77                                                                                               | 830 1,68 m                                                                                                 | 734 13,10 m                                                                                                | 948 24 s 34                                                                                                | 856 6,02 m                                                                                                 | 632 38,14 m                                                                                                | 819 2 min 20 s 31                                                                                          |
| 26     | Inde             | Pramila Gudanda Ganapathy  | 5771         | 983 13 s 97                                                                                                | 903 1,74 m                                                                                                 | 639 11,66 m                                                                                                | 894 24 s 92                                                                                                | 883 6,11 m                                                                                                 | 692 41,27 m                                                                                                | 777 2 min 23 s 46                                                                                          |
| 27     | Cuba             | Gretchen Quintana          | 5830         | 1011 13 s 77                                                                                               | 830 1,68 m                                                                                                 | 734 13,10 m                                                                                                | 948 24 s 34                                                                                                | 856 6,02 m                                                                                                 | 632 38,14 m                                                                                                | 819 2 min 20 s 31                                                                                          |
| 28     | Hongrie          | Györgyi Farkas             | 5760         | 887 14 s 66                                                                                                | 903 1,74 m                                                                                                 | 665 12,06 m                                                                                                | 788 26 s 10                                                                                                | 877 6,09 m                                                                                                 | 734 43,45 m                                                                                                | 906 2 min 14 s 05                                                                                          |
| 29     | Inde             | Shobha Jagadeeshppa Javur  | 5749         | 1033 13 s 62                                                                                               | 795 1,65 m                                                                                                 | 732 13,07 m                                                                                                | 922 24 s 62                                                                                                | 807 5,86 m                                                                                                 | 735 43,50 m                                                                                                | 725 2 min 27 s 50                                                                                          |
| 30     | Suisse           | Linda Züblin               | 5743         | 993 13 s 90                                                                                                | 759 1,62 m                                                                                                 | 684 12,34 m                                                                                                | 888 24 s 99                                                                                                | 771 5,74 m                                                                                                 | 806 47,19 m                                                                                                | 842 2 min 18 s 68                                                                                          |
| 31     | Grande-Bretagne  | Julie Hollman              | 5729         | 918 14 s 43                                                                                                | 941 1,77 m                                                                                                 | 691 12,45 m                                                                                                | 850 25 s 41                                                                                                | 890 6,13 m                                                                                                 | 650 39,08 m                                                                                                | 789 2 min 22 s 54                                                                                          |
| 32     | Inde             | Sushmitha Singha Roy       | 5705         | 963 14 s 11                                                                                                | 867 1,71 m                                                                                                 | 613 11,27 m                                                                                                | 968 24 s 34                                                                                                | 843 5,98 m                                                                                                 | 663 39,79 m                                                                                                | 808 2 min 21 s 14                                                                                          |
| 33     | Estonie          | Kaie Kand                  | 5677 (SB)    | 913 14 s 47                                                                                                | 795 1,65 m                                                                                                 | 721 12,91 m                                                                                                | 842 25 s 49                                                                                                | 774 5,75 m                                                                                                 | 716 42,51 m                                                                                                | 916 2 min 13 s 36                                                                                          |
| 34     | Biélorussie      | Yana Maksimava             | 4806         | 880 14 s 71                                                                                                | 903 1,74 m                                                                                                 | 767 13,60 m                                                                                                | 802 25 s 94                                                                                                | 0 NM | 651 39,14 m                                                                                                | 803 2 min 21 s 55                                                                                          |
|        | États-Unis       | Jacquelyn Johnson          | ab.          | 1091 13 s 22                                                                                               | 941 1,77 m                                                                                                 | 649 11,82 m                                                                                                | 911 24 s 74                                                                                                | 813 5,88 m                                                                                                 | | |
|        | Lituanie         | Viktorija Zemaitytė        | ab.          | 917 14 s 44                                                                                                | 903 1,74 m                                                                                                 | 795 14,01 m                                                                                                | 881 25 s 06                                                                                                | 0 NM | | |
|        | Lituanie         | Austra Skujytė             | ab.          | 914 14 s 46                                                                                                | 941 1,77 m                                                                                                 | 997 17,02 m                                                                                                | 850 25 s 40                                                                                                | 0 NM | | |
|        | Tchéquie         | Denisa Šcerbová            | ab.          | 880 14 s 71                                                                                                | 795 1,65 m                                                                                                 | | | | | |
|        | Thaïlande        | Wassana Winatho            | ab.          | 988 13 s 93                                                                                                | 830 1,68 m                                                                                                 | | | | | |
|        | États-Unis       | Diana Pickler              | ab.          | 939 14 s 28                                                                                                | | | | | | |
|        | Kazakhstan       | Irina Naumenko             | ab.          | 0 ab. | | | | | | |